# Alotropija
Alotropska modifikacija ili alotropija je pojava da se ista tvar javlja u više strukturnih oblika koji se razlikuju po fizikalnim i/ili kemijskim svojstvima. Alotropi su dva ili više oblika istog kemijskog elementa koja se međusobno razlikuju po načinu međusobnog vezivanja atoma. Zbog različitih kemijskih veza alotropi imaju različita fizikalna i kemijska svojstva. Alotropija se odnosi na elementarne tvari, dok slična polimorfija samo na spojeve.

## Primjeri alotropije
Za primjer alotropske modifikacije najčešće se spominje ugljik – C. Njegove alotropske modifikacije su dijamant, grafit, fuleren (C60).
Alotropske modifikacije između sebe su različite po svojstvima:
- dijamant je tvrd, proziran, visokog tališta i vrelišta, ne provodi struju (izolator), ali vodi toplinu; ne otapa se, kristalizira u plošno centriranoj elementarnoj ćeliji
- grafit provodi i struju i toplinu, mekan je, sive do crne boje, može sublimirati, topljiv u metalima, dolazi u obliku slojeva koji su povezani Van der Waalsovim silama, grafit je ujedno stabilniji od dijamanta jer sadrži manje energije, vidi entalpija.
- fuleren C60 je sličan dijamantu, izolator, može postati supravodljiv s dodatkom kalija, cezija ili rubidija.

Alotropske modifikacije su i kisik O2 i ozon O3 – (plavkast plin, u vodi slabo topljiv, najjači oksidans poslije fluora, dipol). Molekula kisika sadržava dva, a ozona tri atoma kisika. Zato običan kisik i ozon imaju različita fizikalna i kemijska svojstva.
Alotropske modifikacije ima i fosfor:
- bijeli fosfor – vrlo reaktivan, svjetluca u mraku (fosforescencija), otrov
- crveni fosfor – polimer, nije otrovan, ne fosforescira, nastaje iz bijelog fosfora na temperaturi od 260°C.
- crni fosfor – umreženi polimer, nije otrovan, postoji samo pri visokom tlaku, nastaje od bijelog fosfora na visokoj temperaturi bez zraka.

## Poveznice
- Alotropije željeza